# Quargnasca
Il Quargnasca è un torrente del Piemonte che scorre in provincia di Biella, tributario del Torrente Strona di Mosso.

## Corso del torrente
Prende origine da un ramo sorgentizio chiamato Rio Trivero che nasce a circa 750 m s.l.m. sulle pendici meridionali del Monte Rovella, in comune di Bioglio.

Puntando verso sud passa tra i piccoli centri di Piatto e Ternengo e riceve da destra il suo primo affluente significativo, il torrente Riasco.
Segna quindi il confine tra Valdengo e Piatto e inverte per alcuni km il proprio orientamento dirigendosi verso nord-est.
Passato nei pressi del centro comunale di Quaregna riassume un andamento nord-sud e, sfiorata Cossato, entra in pianura.
Qui riceve da destra il suo principale affluente, il Chiebbia; poche centinaia di metri a valle di questa confluenza, ancora in comune di Cossato, si getta a sua volta nello Strona di Mosso a quota 243.

## Principali affluenti
Il reticolo idrografico che alimenta il Quargnasca è piuttosto complesso, dato che drena un'area collinare solcata da valli e vallette con i più diversi orientamenti.

I principali affluenti sono:
- in destra idrografica:
  - Torrente Riasco: nasce a sud di Pettinengo e, dopo aver formato l'incassato vallone che separa il paese di Zumaglia da Bioglio e da Ternengo, ruota il proprio orientamento di 90° e confluisce nel Quargnasca presso Piatto;
  - Rio Ranzino: nasce a Ronco Biellese e confluisce nel Quargnasca a Piatto;
  - Torrente Chiebbia.
- in sinistra idrografica:
  - Rivo Vignolo e Rio Miola: drenano i territori comunali di Vallanzengo e Valle San Nicolao;
  - Rio del Parlamento: nasce alla frazione Borio di Cossato e, dopo aver segnato il confine occidentale di questo comune, confluisce nel Quargansca a Quaregna.

## Regime

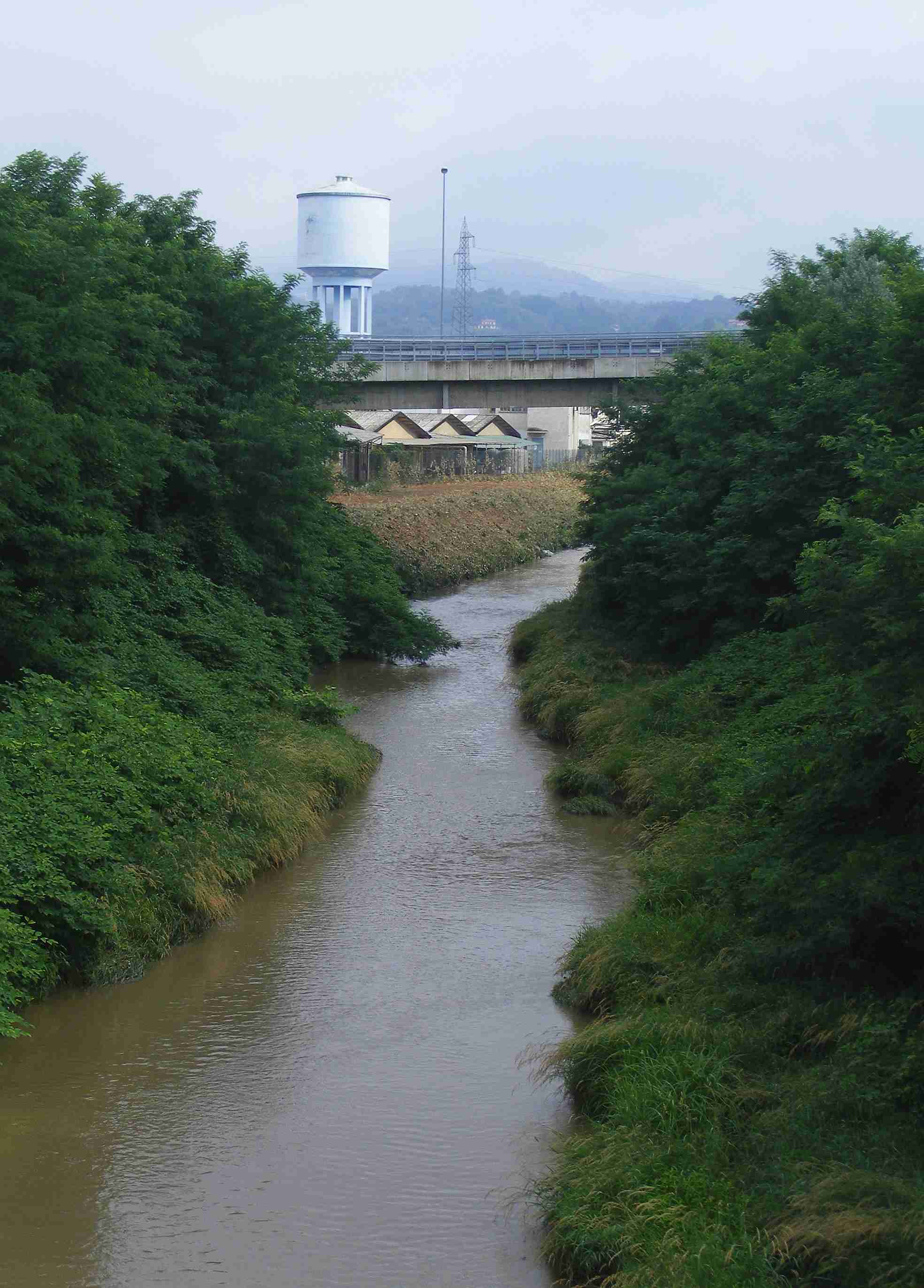
Il Quargnasca tra Cossato e Quaregna

La bassa quota del bacino del Quargnasca comporta accumuli nevosi limitati e di breve durata ed una portata primaverile generalmente non eccessiva.
La piene del torrente dovute alle abbondanti piogge della zona possono invece essere rovinose, come per esempio quella che si verificò nel corso dell'alluvione dell'autunno 1968. In quell'occasione il torrente distrusse una abitazione nei pressi del municipio di Quaregna provocando la morte di 6 persone.
Anche nel 1976 l'esondazione del Quargnasca causò varie frane che interruppero la viabilità della zona.

## Utilizzi
L'area attraversata è ricca di piccole aziende e varie utenze industriali attingono acqua dal torrente; è presente anche un limitato prelievo per uso agricolo.